# Loubillé
Loubillé é uma comuna francesa na região administrativa da Nova Aquitânia, no departamento de Deux-Sèvres. Estende-se por uma área de 21,21 km². Em 2010 a comuna tinha 402 habitantes (densidade: 19 hab./km²).